# 6649 Yokotatakao
6649 Yokotatakao (1991 RN) là một tiểu hành tinh vành đai chính được phát hiện ngày 5 tháng 9 năm 1991 bởi A. Natori và T. Urata ở Trạm quan sát JCPM Yakiimo.